# Сводные братья (пьеса)
«Сводные братья» (др.-греч. Ἀνεψιοί) — комедия древнегреческого драматурга Менандра (IV—III века до н. э.), от которой сохранились только два коротких фрагмента, приведённых другими античными авторами (в общей сложности три с небольшим строки, фрг. 244—245).. О времени написания и сюжете пьесы ничего не известно. Существует предположение, что «Сводные братья» — второе название комедии Менандра «Братья». Однако сохранившегося текста слишком мало, чтобы делать какие-то выводы, а в античном каталоге пьес Менандра есть оба названия.